# Локсиански език
Локсианският език (на английски: Loxian) е измислен художествен език и азбука, създадени от ирландската поетеса и текстописка Рома Райън. Дългогодишна творческа и бизнес партньорка на ирландската певица, композиторка и музикантка Еня, тя създава езика по време на продукцията на шестия студиен албум на Еня Amarantine през 2005 г.
Езикът е използван в следните песни на Еня: Less Than A Pearl, The River Sings и Water Shows The Hidden Heart от албума ѝ Amarantine (2005) и в The Forge of The Angels и The Loxian Gate от албума ѝ Dark Sky Island (2015).

## Развитие
По време на записа на песента Water Shows the Hidden Heart („Водата показва скритото сърце“) от албума Amarantine, Еня я изпява на английски, ирландски и латински, но открива, че никой от тези езици не е подходящ за предаване на посланието на песента по начин, от който да са доволни. Тогава Райън написва първия израз на локсиански, произнасян на английски като "Syoombraya". След като Еня го изпява и остава доволна от нея, Райън доразвива езика и го използва за две други парчета в албума: Less Than a Pearl и The River Sings. В бележките към сборния албум от 2009 г. The Very Best of Enya тя казва: „Това беше наистина уникално пътуване... Пътуваме от Aldebaran – песента, която разказва за бъдещата миграция на келтите през Космоса, до трите локсиански песни в [албума] Amarantine, които са родени от Aldebaran“. Еня записва песента Aldebaran и я издава в дебютния си албум от 1987 г. Enya.
Името „Локсиански“ е взето от епитета на гръцкия и римския бог Аполон, богът на пророчествата, истината, слънцето и др. Както пише Райън: „Бог на слънцето, чието име сме дали на онези, които пътуват до луната. Това е фина ирония. Такъв е и езикът на локсианците, чиито думи сме вплели в тези песни, но самите тези думи принадлежат на бъдеща миграция, пътуваща отвъд Алдебаран." Райън използва това конкретно име, за да свърже историята на това бъдещо поколение космически пътешественици с нас, техните предци.
Локсианският има шест основни скрипта или азбуки: ea (водният скрипт), pirrro (дъждовният скрип, наричан още „пролетен скрипт“), luua (скриптът на лятната сянка), essa (есенните скриптове на ветровете – този конкретен сезон от скриптове има много форми), ju (зимният скрипт, който има две визуални азбуки) и kan (лунният скрипт или скриптът на Арчър).
Локсианските скриптове имат визуален произход. Сценарият, използван в книжката за албума Amarantine и в книгата на Райън Water Shows the Hidden Heart, е скриптът ea. Райън съчетава две влияния в този конкретен скрипт. Тя казва: „Староанглийската дума за вода е „ea“ (на средновековен английски думата означава „река“ или „течаща вода“) и дизайнът на азбуката идва от водата – буквите всъщност са често срещани английската азбука, използвана днес. Формите за тази азбука са създадени от водата. Направих буквите от вода, която, като течна форма, се преобразува в локсианската азбука на Еа.“ Всички останали скриптове са базирани на визуално вдъхновение. Както казва Райън: „Локсианският започна живота си като серия от звуци. Първоначално беше предназначен само за една песен и трябваше да няма смисъл, да бъде „звуков пейзаж“. Звуковият пейзаж бе идея на Ники [Райън]. Имах затруднения с идеята да имам само звуци в песента и така започнах да създавам смисъл и история зад тях просто за себе си. След това, тъй като Еня искаше да използва „звуците“ или „думите“ в две други песни, се роди локсианският език. Разви се в това, което бих нарекла „художествен език“. Опитвах се да създам преживяване; изражение, което изобразява визията на Ники и Еня. Не се опитвах да създам нов език сам по себе си. И все пак по ирония на съдбата дори сега локсианският език продължава да расте“.
Райън обаче казва, че докато създава този „нов език“, тя също е много наясно с факта, че много от езиците на нашия свят умират. Тя казва: „Локсианският е чисто художествен и въпреки че му дадох история и култура, основната му функция все още е художествената. Губим толкова много световни езици. Езикът е нещо повече от ежедневна комуникация, той съдържа история, обичаи и информация за хората и начина им на живот. Както ни казва Институтът за застрашени езици „Живи езици“, приблизително на всеки две седмици умира по един език“.
Рома Райън е авторка на книга, която изследва част от света на локсианците и дава някаква основна информация за трите песни на локсиански. Книгата Water Shows the Hidden Heart („Водата показва скритото сърце“) е издадена в два формата. Оригиналът, издаден през декември 2005 г., е изчерпан. Втора публикация е издадена от Уорнър Мюзик през 2006 г. като част от луксозния колекционерси бокс сет Amarantime. Всяка от тези публикации съдържа книга с поезия в нея; първата съдържа поезията от албума Amarantine, а втората – поезия от песента The Way Obsidian Sings.
Райън също така създава интерактивна онлайн игра: Локсиански игри (The Loxian Games), която също изследва локсианския език и света на локсианците. Той е под формата на гатанки, куестове и „лов на съкровища“ и отново има силен визуален аспект.
Езикът се използва за втори път в албума на Еня от 2015 г. Dark Sky Island в две песни, които следват „междугалактическата“ тема на заглавието: The Forge of The Angels и The Loxian Gate. Твърди се, че наративът на тези песни продължава футуристичния разказ, за който се използва локсианският.